# Humanity Has Declined
Humanity Has Declined (яп. 人類は衰退しました дзинруй ва суйтай симасита, букв. «Человечество пришло в упадок») — серия фантастических лайт-новел Ромео Танаки, также известных под сокращённым названием Jintai (яп. 人退 дзинтай). Иллюстратором первых шести томов был Тору Ямасаки, но в 2011 году он был заменён Сунахо Тобэ. Издательство Сёгакукан опубликовало восемь томов, начиная с мая 2007 года. По мотивам лайт-новел были выпущены две манги, изображающие альтернативное развитие событий. Адаптацией лайт-новел стал одноимённый аниме-сериал.
Адаптация в виде аниме-сериала была выполнена студией AIC A.S.T.A., режиссёром выступил Сэйдзи Киси, а сценаристом — Уэдзу Макото. Аниме транслировалось в Японии с июля по сентябрь 2012 года. Компания Sentai Filmworks лицензировала эту серию под названием англ. Humanity Has Declined в Северной Америке. В дополнение к аниме на BD и DVD вышли шесть бонусных историй.

## Сюжет
Человечество пришло в упадок: утратило большую часть своих технологий и постепенно вымирает. На смену людям пришла раса крошечных фей. В отличие от людей, они обладают продвинутой технологией и в меру своих сил помогают вымирающему виду. Однако их продукция может принимать странные формы, такие как говорящие куриные окорочка. Главная героиня выступает посредником между людьми и феями. По мере развития сюжета ей приходится столкнуться как с проделками фей, так и с остатками былого величия человечества.

## Персонажи
Героиня (яп. 主人公 сюдзинко:) — главная героиня, девушка, чьё имя никогда не упоминается. В связи с отсутствием имени феи ей присваивают прозвище «Девушка сладостей» (яп. お菓子 ちゃん окаси-тян), в школе это прозвище тоже присутствовало, потому что героиня умела готовить сладости. История следует за ней, а также за событиями, в которые она попадает. Выступает разумным посредником между людьми и феями. Является одним из немногих людей, которые способны сделать сладости, из-за чего феи часто собираются вокруг неё. Со стороны характер героини кажется добрым и заботливым, но на самом деле она просто хитра и наблюдательна, также нередко можно услышать от неё остроумные и ироничные замечания. Наблюдая за медленным упадком человечества, взгляд героини на жизнь постепенно мрачнеет и становится более пессимистичным.
В школе героиню не очень любили из-за того, что она была недружелюбным человеком, находилась постоянно в учёбе и, благодаря этому, переходила из класса в класс быстрее, чем остальные. Была отстранённой до тех пор, пока не поняла, что действительно нуждается в дружеской поддержке, не хочет быть одна. Даже вежливо общаясь с другими, в мыслях думает наоборот, но не высказывает в слух свои ироничные саркастические мысли, если хочет сохранить отношения. Узнав настоящую личность каждого, кто состоял в обществе дикой розы, она постепенно отстранялась от них, проводя время с Вай, личность которой она узнала сама лично. В итоге лучшими друзьями героини стали феи, с которыми она проводила много времени.
Сэйю: Май Накахара
Дедушка (яп. 祖父 софу) — дедушка героини, является исследователем и охотником, а также поклонником и коллекционером огнестрельного оружия. Благодаря феям, создавшим временной парадокс, он встретился со своей внучкой, у которой украл солнечные часы, когда ему было 13 лет. Не реагирует раздражением на ироничные высказывания внучки, а, наоборот, пресекает их.
Сэйю: Унсё Инудзука, в детстве — Рика Мацумото
Ассистент (яп. 助手さん дзёсю-сан) — мальчик в гавайской рубашке, разговаривает очень редко. Его имя не упоминается, как и имя многих других героев. Ассистент служит главной героине в качестве помощника. Несмотря на то, что он мало разговаривает, героиня понимает его без слов или жестов, просто взглянув на него. Ассистента редко можно увидеть без видеокамеры в руках.
Сэйю: Дзюн Фукуяма
Феи (яп. 妖精さん ё:сэй-сан) — загадочные существа с передовой технологией, которую даже можно назвать волшебной. Часто в продукции фей качество уступает количеству. У фей всегда постоянные улыбки на лицах, но они часто не отражают их настоящего настроения. Всегда высказывают буквально и честно свою точку зрения. Несмотря на свой милый вид, феи полностью пренебрегают человеческой безопасностью. Присутствие множества фей увеличивает шансы на выживание, но, в своё время, они вызывают потенциально опасные ситуации своим поведением, порой, необдуманным. Феи часто просят у героини сладости в обмен на их работу или помощь. Также феи любят весёлые вещи, нередко просят развеселить их, потому что из-за плохого настроения или отсутствия цели они не будут работать.
Сэйю: Саяка Аоки, Асами Санада, Мэгуми Огата, Тика Сакамото, Сатоми Акэсака, Нодзоми СасакиХисако Канэмото, Сатоми Арай, Аюми Цудзи, Юмико Кобаяси, Эцуко Кодзакуро, Масахито Ябэ, Киноко Ямада, Наруми Сато, Саки Огасавара

### Эпизодические персонажи
Буханка (яп. 一斤さん иккин-сан) — робот, кусок хлеба с начинкой из морковного сока, который ведает посетителям о производстве хлеба на фабрике FairyCo. Впервые появляется в первой серии.
Сэйю: Куруми Мамия
Вай (яп. ワイ) — одноклассница героини, которая состоит в ООН, чья работа заключается в нахождении человеческих артефактов. Впервые появляется в третьей серии. Однажды она обнаруживает додзинси нашей эры, однако, уделяет им много внимания, и начинает публиковать свои работы. Все работы Вай были в жанре яой, она стала успешной благодаря своим творениям, из-за чего стремительно начали появляться и любительские додзинси, в которых за основу брались работы Вай.
Когда училась в школе, Вай очень дорожила своей неприступной репутацией, поэтому читала книги о любви мужчин, которые крала в школьной библиотеке, в тайной комнате. Чтобы иметь более обширный доступ к книгам, Вай вступила в общество дикой розы. Несмотря на то, что знала множество тайн девушек из школы, Вай относилась к ним нейтрально. Когда узнала героиню поближе, стала относиться к ней вежливее. Проверяет людей благодаря загадкам, которые вычитала из книг. Если человек не отгадал загадку, Вай относится к нему презрительно, унижает и подшучивает.
Сэйю: Миюки Савасиро
Пион (Пико) (яп. ぴおん (P子)) — человекоподобный робот с кошачьими ушами, который прибыл на Землю с заданием, в котором требовалась помощь Земле в составлении «памятника человечеству». Впервые появляется в пятой серии. Когда Пион признаёт что-то интересное, она издаёт звуковые эффекты. Она встретилась с главной героиней на летнем фестивале электричества. Любит справедливость. Пион была не в состоянии правильно назвать своё имя, так и имя товарища, которого долго искала, из-за потери памяти. Её настоящее полное имя — Пионер, и на самом деле она является исследователем открытого космического пространства. Пион сказала, что именно тепло солнечной системы пробудило в ней личность, она хотела вернуться обратно, на Землю, поэтому снизила количество оборотов при исследовании. Несмотря на то, что ей нравилось пребывание на Земле, которую она считала «домом», она приняла жёсткое решение вернуться к выполнению заданий, но в космос ей так и не удалось улететь из-за повреждения генератора, из-за чего была потеряна связь со спутником.
Сэйю: Нана Мидзуки
Оягэ (Отаро) (яп. おやげ (O太郎)) — партнёр Пион, с которым она исследовала космическое пространство. Как и она, Оягэ из-за потери памяти не смог назвать своего полного имени. Впервые появляется в шестой серии. Память к Оягэ вернулась немного раньше, чем к Пион, поэтому он уже знал, почему она всё ещё на Земле. О предназначении и комплектации программ исследования космического пространства знает больше, чем Пион, поэтому утверждает, что личность в них была заложена ещё с самого начала, потому что первой мыслью, когда он был в космосе, было «хочу вернуться обратно». Его настоящее полное имя — Вояджер, программа по исследованию открытого космического пространства.
Сэйю: Нобуюки Хияма
Доктор (яп. 女医 дзёй) — женщина, которая работает лечащим врачом ассистента. Появляется в седьмой серии. Встреча с ней была неизбежна во временном парадоксе, в который попала главная героиня по вине фей. Она может рассказать многие детали в подробностях, вплоть до группы крови и частоты пульса пациента, но внешность ассистента, его отличительные черты, она не смогла запомнить, из-за чего его поиски немного осложнились.
Сэйю: Нацуко Куватани
Ryobo230r — робот-помощник, который находится в коридоре общежития школы, где живут ученики. Появляется в одиннадцатой серии. Робот стал первым другом героини в школе: в него вселилась фея, потому что героиня сказала, что не хочет быть одна. Именно этот робот дал подсказку главной героине, ударяясь в стену множество раз — это значило, что в здании, возможно, изменилась проектировка, а программу у старого робота не поменяли. Героиня часто поправляла робота, когда он врезался в стену.
Сэйю: Рёка Юдзуки
Директор (яп. 校長 ко:тё:) — директор школы, в которой училась героиня. Появляется в одиннадцатой серии. Показал себя вежливым человеком, который заботится об учениках и об их личной жизни, если видит, что у них есть проблемы, которые сами они решить не могут. На лице его не было видно особых эмоций при разговоре, он лишь слегка улыбался. С почтением относится к прилежным ученикам.
Сэйю: Томомити Нисимура

### Общество дикой розы
«Общество дикой розы» (яп. のばら会 нобара-кай) — группировка в школе. Членами этого клуба являются исключительно девушки. В этот клуб можно попасть только по рекомендациям, поэтому многие девушки мечтают присутствовать там. Заседание клуба проводилось в красивой светлой комнате, за столом с белоснежной скатертью. Обычное занятие в клубе состоит из чаепития, за которым участницы читают книги. Целью в тот момент, когда героиня присоединилась в клуб, являлось узнать как можно больше о чаепитии фей. Для этого члены клуба читали множество старинных книг, которые брали в библиотеке. Бывшей участницей этого клуба является Вай, ведь обществу дикой розы книги доверяют намного увереннее, чем обычным ученикам. Впрочем, спустя время, героиня сама пригласила Вай обратно в клуб, на что она согласилась. Героиню в этот клуб пригласила Кудряшка.
Кудряшка (яп. 巻き毛 макигэ) — одноклассница героини, которая была влюблена в неё. Её первое появление было в одиннадцатой серии. Когда героиня впервые появилась на уроке в школе, Кудряшка похвалила её за высокий балл на тесте, но та не обращала на неё внимания, из-за чего Кудряшка нервничала. Любила заменять героиню куклой и принимать её за живую, но в итоге теряла рассудок. По характеру она — яндэрэ, имеет психологические отклонения. Состоит в обществе дикой розы, ведёт себя очень вежливо с другими людьми. Ко всем относится дружелюбно, любит порядок и детские милые вещи.
Сэйю: Хисако Канэмото
Цветочек (яп. 花先輩 хана-сэмпай) — она старше героини на один класс, настоящее имя не упоминается. Появляется в двенадцатой, последней серии. Состоит в обществе дикой розы. Всегда спокойно относится к окружающим, так же, как и реагирует на небольшие обиды или чьи-то проделки. На самом деле имеет комнату в школьном подземелье, где лежит её тайный дневник, в котором она отмечает каждый негативно-окрашенный для неё поступок, будь то неявка на чаепитие в клуб, подножка, обидная шутка, горькие слова или игнорирование. Рядом с «промахом» оценивает его, к примеру «однозвездочный грех», что значит небольшой недостаток, который допустил человек в разговоре или походке, который не каждый заметит. Имя героини в этом дневнике упоминалось очень много раз. Дневник ежедневно пополняется новыми записями.
Сэйю: Сакура Ногава
Ведьма (яп. 魔女先輩 мадзё:-сэмпай) — так же, как и Цветочек, старше героини на один класс, настоящее имя не упоминается. Появляется в двенадцатой серии. Состоит в обществе дикой розы. С окружающими ведёт себя либо нейтрально, либо дружелюбно, за унижением других учащихся не была замечена. Когда героиня присоединилась к их клубу, лишь тогда отношение Ведьмы стало дружелюбным, а не равнодушным. Так же, как и Цветочек, имеет комнату в школьном подземелье, где спрятан её личный дневник. Несмотря на то, что она имеет экзотический тёмный цвет волос, её фетиш — коллекционирование волос других людей, которые она подбирает или незаметно вырывает у девушек в школе. В её дневнике зарисовка портрета девушки, а рядом, в аккуратном пакетике, можно увидеть два-три её волоска, ниже описание человека. Бывает так, что она посвящает девушке не одну, а три и более страниц, как это было с героиней.
Сэйю: Сидзука Ито
Эйби (яп. AB先輩 эйби-сэмпай) — так же, как и остальные участники клуба, старше героини на один класс. Появляются в двенадцатой серии. Всегда проводят время вместе, неразлучные сёстры-близнецы. Состоят в обществе дикой розы. В клубе ведут себя тихо, выглядят опрятно. Настоящее имя неизвестно. Когда Вай вместе с героиней возвращались из подземелья, они заглянули в щель, в комнату сестёр в общежитии. Сёстры были замечены среди заваленной хламом комнаты, вещи свои они бросали на пол, а общались грубо, обсуждая прошедший день. Из одна сестра дала выпить другой из фляги ликёра, на что другая ответила «сладко, но мне бы мяса». Сёстры обладают странным вкусом, одна призналась, что не отказалась бы от пудинга с мясом.
Сэйю: Харуми Сакурай (Эй), Нацуко Куватани (Би)

## Медиа

### Лайт-новел
Jinrui wa Suitai Shimashita начало свою публикацию в виде серии лайт-новел, написанных Ромео Танакой. Первый том был опубликован 24 мая 2007 года, импринтом занималась компания Gagaga Bunko, издательства Сёгакукан; это была первая новелла в импринте. В 2009 году, 19 февраля, были опубликованы восемь томов лайт-новел. В течение первых шести томов иллюстратором был Тору Ямасаки, но в 2011 году он был заменён на Сунахо Тобэ. Вскоре издательство Сёгакукан переиздало романы с иллюстрациями Сунахо Тобэ между 18 ноября 2011 и 16 марта 2012. В настоящее время лайт-новел публикуется в Тайване благодаря компании Sharp Point Press.

#### Страницы
| № | Дата публикации   | ISBN                   |
| - | ----------------- | ---------------------- |
| 1 | 27 мая, 2007      | ISBN 978-4-0945-1001-0 |
| 2 | 18 декабря, 2007  | ISBN 978-4-0945-1044-7 |
| 3 | 18 апреля, 2008   | ISBN 978-4-0945-1061-4 |
| 4 | 18 декабря, 2008  | ISBN 978-4-0945-1104-8 |
| 5 | 19 декабря, 2010  | ISBN 978-4-0945-1183-3 |
| 6 | 18 февраля, 2011  | ISBN 978-4-0945-1255-7 |
| 7 | 18 июля, 2012     | ISBN 978-4-0945-1353-0 |
| 8 | 19 февраля, 2013  | ISBN 978-4-0945-1393-6 |
| 9 | 18 июля, 2014     | ISBN 978-4-0945-1393-6 |
| – | 18 декабря, 2014  | ISBN 978-4-0945-1525-1 |
| – | 16 сентября, 2016 | ISBN 978-4-0945-1632-6 |

### Манга
Адаптация лайт-новел в виде манги иллюстрируется Рэй Нэюки. Одна глава была опубликована в мартовском номере журнала Ikki, в 2010 году, издательства Сёгакукан. В майском выпуске было объявлено, что манга уходит приостанавливает свой выпуск на неопределённый срок, в конечном счёте и вовсе была отменена. Другая манга, иллюстрируемая Такуей Митоми, имела название Jinrui wa Suitai Shimashita: Nonbirishita Hōkoku (яп. 人類は衰退しました のんびりした報告 дзинруй ва суйтай симасита нонбирисита хо:коку) и выпускалась по частям, начиная с января по июль 2012 года, в ежемесячном номере журнала Ikki. Сингловый танкобон для Nonbirishita Hōkoku выпущен 30 июля 2012 года. Также автор, Митоми, иллюстрирует ёнкому по этой манге, название ёнкомы — Jinrui wa Suitai Shimashita: Nonbirishita Hōkoku 4-koma (яп. 人類は衰退しました　のんびりした4コマ дзинруй ва суйтай симасита нонбирисита хо:коку ён-кома), которая также выпускалась по частям в ежемесячном журнале Ikki в августе 2012 года. Ещё одна манга, основанная на лайт-новел, иллюстрированная Тэраэ Китидзё, имела название Jinrui wa Suitai Shimashita: Yōsei, Shimasu ka? (яп. 人類は衰退しました ようせい、しますか? дзинруй ва суйтай симасита ё:сэй, симасу ка?), и начала свою публикацию в марте 2012 года в ежемесячном выпуске журнала Comic Alive, издательства Media Factory. Первый том Yōsei, Shimasu ka? был выпущен 23 июня 2012, а три тома — 23 февраля 2013 года.

### Аниме
Адаптация лайт-новел в виде аниме-сериала была выполнена студией AIC A.S.T.A. с помощью режиссёра Сэйдзи Киси. Сериал содержит в себе 12 серий, премьерный показ производился в Японии со 2 июля по 17 сентября 2012 года. Также одновременно транслировался по сети с субтитрами на английском языке благодаря компании Crunchyroll. Сценарий был написан Макото Уэдзу, главным режиссёром анимации был Кюта Сакай, который занимался дизайном персонажей в аниме, основываясь на оригинальных концептах Сунахо Тобэ. Бонусные серии были в составе Blu-ray дисков и DVD. Компания Sentai Filmworks лицензировала это аниме для предоставления субтитров на BD/DVD выпусках в Северной Америке в декабре 2013.
Открывающая композиция называется «Real World» (яп. リアルワールド риару ва:рудо), которую исполняет группа nano.RIPE, а закрывающую композицию, под названием «Yume no Naka no Watashi no Yume» (яп. ユメのなかノわたしのユメ Мои мечты во снах), исполняет Масуми Ито.

## Список серий
| No. серии | Название серии                                                                                              | Трансляция в Японии |
| --------- | --- | ------------------- |
| 01        | Секрет фабрики фей «ё:сэй-сан но, химицу но ко:дзё:» (妖精さんの、ひみつのこうじょう)                       | Июль 2, 2012        |
| 02        | Секрет фабрики фей «ё:сэй-сан но, химицу но ко:дзё:» (妖精さんの、ひみつのこうじょう)                       | Июль 9, 2012        |
| 03        | Субкультура фей «ё:сэй-сан-тати но, сабукару» (妖精さんたちの、さぶかる)                                    | Июль 16, 2012       |
| 04        | Субкультура фей «ё:сэй-сан-тати но, сабукару» (妖精さんたちの、さぶかる)                                    | Июль 23, 2012       |
| 05        | Возвращение фей на родину «ё:сэй-сан-тати но, осатогаэри» (妖精さんたちの、おさとがえり)                    | Июль 30, 2012       |
| 06        | Возвращение фей на родину «ё:сэй-сан-тати но, осатогаэри» (妖精さんたちの、おさとがえり)                    | Август 6, 2012      |
| 07        | Колдовство фей над временем «ё:сэй-сан-тати но, дзикан кацуё: дзицу» (妖精さんたちの、じかんかつようじゅつ) | Август 13, 2012     |
| 08        | Колдовство фей над временем «ё:сэй-сан-тати но, дзикан кацуё: дзицу» (妖精さんたちの、じかんかつようじゅつ) | Август 20, 2012     |
| 09        | Навыки выживания фей «ё:сэй-сан но, хё:рю: сэйкацу» (妖精さんの、ひょうりゅうせいかつ)                      | Август 27, 2012     |
| 10        | Земля фей «ё:сэй-сан но, тикю:» (妖精さんの、ちきゅう)                                                      | Сентябрь 3, 2012    |
| 11        | Тайное чаепитие фей «ё:сэй-сан но, химицу но отякай» (妖精さんの、ひみつのおちゃかい)                       | Сентябрь 3, 2012    |
| 12        | Тайное чаепитие фей «ё:сэй-сан но, химицу но отякай» (妖精さんの、ひみつのおちゃかい)                       | Сентябрь 17, 2012   |

### Бонусные серии
| No. серии | Название серии | Дата релиза       |
| --------- | --- | ----------------- |
| 01        | Выживание людей при естественном отборе #1 «нингэн-сан но, дзякунику кё:сёку #1» (人間さんの、じゃくにくきょうしょく #1) | Сентябрь 19, 2012 |
| 02        | Выживание людей при естественном отборе #2 «нингэн-сан но, дзякунику кё:сёку #2» (人間さんの、じゃくにくきょうしょく #2) | Октябрь 17, 2012  |
| 03        | Выживание людей при естественном отборе #3 «нингэн-сан но, дзякунику кё:сёку #3» (人間さんの、じゃくにくきょうしょく #3) | Ноябрь 21, 2012   |
| 04        | Выживание людей при естественном отборе #4 «нингэн-сан но, дзякунику кё:сёку #4» (人間さんの、じゃくにくきょうしょく #4) | Декабрь 19, 2012  |
| 05        | Выживание людей при естественном отборе #5 «нингэн-сан но, дзякунику кё:сёку #5» (人間さんの、じゃくにくきょうしょく #5) | Январь 16, 2013   |
| 06        | Выживание людей при естественном отборе #6 «нингэн-сан но, дзякунику кё:сёку #6» (人間さんの、じゃくにくきょうしょく #6) | Февраль 20, 2013  |

## Список Blu-ray / DVD
| No. | Название диска                                                                            | Дата выпуска      | Аудиофайлы, комментарии                              | Номер диска | Номер диска |
| No. | Название диска                                                                            | Дата выпуска      | Аудиофайлы, комментарии                              | Blu-ray     | DVD         |
| --- | ----------------------------------------------------------------------------------------- | ----------------- | ---------------------------------------------------- | ----------- | ----------- |
| 1   | 妖精さんの、ひみつのこうじょう Секрет фабрики фей                                         | 19 сентября, 2012 | Сэйдзи Киси, Макото Уэдзу                            | PCXX-50075  | PCBX-51467  |
| 2   | 妖精さんたちの、さぶかる Субкультура фей                                                  | 17 октября, 2012  | Сэйдзи Киси, Макото Уэдзу, Май Накахара              | PCXX-50076  | PCBX-51468  |
| 3   | 妖精さんの、おさとがえり Возвращение фей на родину                                        | 21 ноября, 2012   | Сатоми Акэсака, Хисако Канэмото                      | PCXX-50077  | PCBX-51469  |
| 4   | 妖精さんたちの、じかんかつようじゅつ Колдовство фей над временем                          | 19 декабря, 2012  | Сатоми Акэсака, Хисако Канэмото                      | PCXX-50078  | PCBX-51470  |
| 5   | 妖精さんの、ひょうりゅうせいかつ／妖精さんたちの、ちきゅう Навыки выживания фей/Земля фей | 16 января, 2013   | Сэйдзи Киси, Макото Уэдзу, Хадзимэ Марияма           | PCXX-50079  | PCBX-51471  |
| 6   | 妖精さんの、ひみつのおちゃかい Тайное чаепитие фей                                        | 20 февраля, 2013  | Сэйдзи Киси, Макото Уэдзу, Харумэ Косака, Сатоки Идо | PCXX-50080  | PCBX-51472  |